# Avril 1789
Cette page présente les faits marquants du mois d'avril 1789.

## Événements

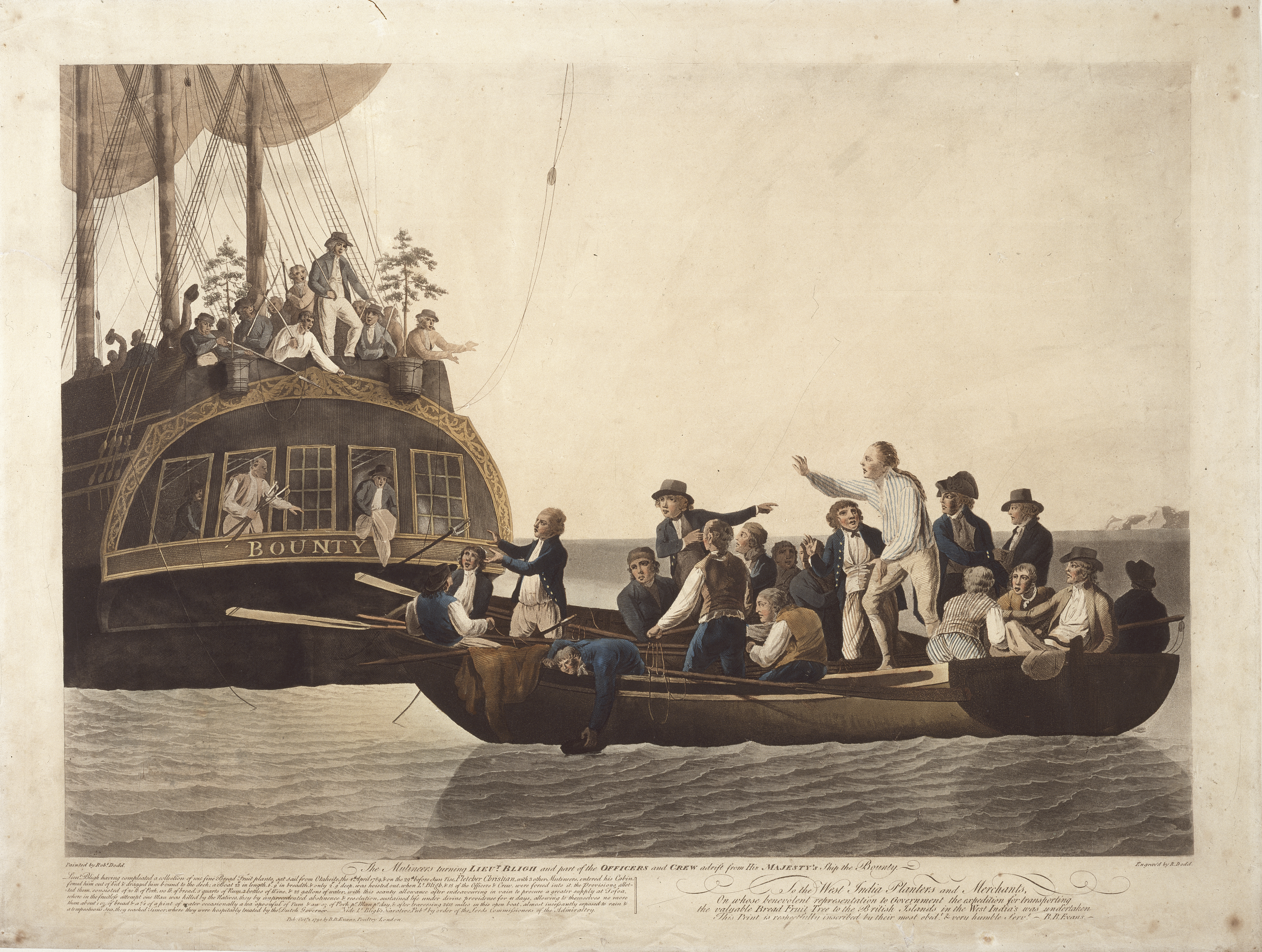
28 avril : mutinerie de la Bounty

- Épidémie de variole à Port Jackson en Australie. Elle se diffuse parmi les aborigènes de la région dont la moitié est décimée[1].

30 avril : Investiture de George Washington comme premier président des États-Unis

- 1er avril : au Capitole, la Chambre des représentants des États-Unis atteint son premier quorum, et Frederick Muhlenberg est le premier à être élu comme Président de la Chambre des représentants des États-Unis.
- 6 avril : proclamation de l'élection de George Washington comme premier Président des États-Unis[2].
- 6 - 8 avril, France : élections des députés du bailliage de Saint-Omer.
- 7 avril : début du sultanat ottoman de Sélim III (fin en 1807)[3]. Il inaugure des réformes (Tanzimat) pour tenter de sauver l’empire ottoman[4].
- 10 avril, France : parution du journal de Brissot Le Patriote français (fin le 2 juin 1793).
- 17 avril : début du règne d'Agonglo, roi d’Abomey (fin en 1797)[5]. Il est incapable de réprimer les troubles qui éclatent dans son pays et d’éviter les attaques dirigées par ses voisins. À sa mort l’anarchie règne au Dahomey pendant une vingtaine d’années jusqu’au règne de Ghézo.
- 20 avril, France : élections des députés d'Artois à Arras.
- 21 avril - 10 mai, Brésil : échec de la conjuration Mineira dans l'État du Minas Gerais. Des révolutionnaires menés par le « Tiradentes » organisent un soulèvement populaire pour exiger l'indépendance du Brésil. Le soulèvement échoue, Tiradentes est exécuté le 21 avril 1792, mais devient le célèbre martyr de l'indépendance brésilienne[6].
- 26 - 28 avril, France : affaire Réveillon. Manifestations ouvrières à Paris, au faubourg Saint-Antoine, à la suite d'un mot mal interprété d’un entrepreneur de papier peint. Pillage de la manufacture Réveillon : la troupe ouvre le feu (12 soldats et près de 300 manifestants tués).
- 28 avril : début de la mutinerie de la Bounty conduite par Fletcher Christian[7].
- 29 avril, France : protestation des nobles entrants, dont Pierre-Louis-Robert de Briois, contre toute modification des droits et prérogatives de la noblesse des États d’Artois.
- 30 avril : 
  - Cérémonie d'investiture à New York du premier président des États-Unis, George Washington[2].
  - France : 
    - Création de la société des amis de la Constitution à Versailles, qui prendra le nom de Club des Jacobins en octobre lors de son installation à Paris;
    - Émeute à Marseille, où la foule s'empare de trois forts et tue l'un de leurs commandants, le chevalier de Beausset, major du fort St-Jean.

## Naissances
- 17 avril : Amédée de Failly, homme politique belge († 24 avril 1853).
- 24 avril : François Costé, magistrat et homme politique français († 1848).

## Décès
- 7 avril : 
  - Petrus Camper (né en 1722), médecin, naturaliste et biologiste hollandais.
  - Abdülhamid Ier, sultan ottoman (1774-1789)